# Hawaii (sziget)
Hawaii-sziget azaz a „Nagy Sziget” (angolul: The Big Island) vagy „Az orchideák szigete” (angolul: The Orchid Isle) az Amerikai Egyesült Államok Hawaii államának a legdélibb és legnagyobb kiterjedésű szigete a maga 10 450 négyzetkilométerével. Az Amerikai kontinens partjaitól 3400 kilométerre, nyugatra, a Csendes-óceánból kiemelkedő vulkanikus eredetű sziget, a Hawaii-szigetcsoport legfiatalabb, a vulkanikus aktivitásnak köszönhetően ma is növekvő tagja. A háromszög alakú sziget méreteit jól jellemzi, hogy a területe jóval nagyobb, mint az összes többi szigeté együttvéve. Ennek ellenére lakossága alig 160 000 főre tehető. 
Legmagasabb pontja a 4210 méter magas Mauna Kea (Fehér-hegység), mely egy kihűlt pajzsvulkán. Másik jelentős lapos vulkánja a 4170 méter magas Mauna Loa (Hosszú-hegység). A sziget magasabb pontjain gyakran találkozhatunk hóval is, ami furcsa jelenség a földi paradicsomként emlegetett Hawaii-szigeteken. Éghajlata változatos, a sziget központi része, valamint a nyugati partvidék, Hilo és környéke állandóan esős, míg a keleti partvidék, Kona központtal meleg és napos. Ebből fakad az évszázados Kona-Hilo ellentét. A hilóiak szerint Kona sivatag, és kárörvendeznek, ha a szél arra fújja a VOG-ot, ami egy vulkáni vegyület neve, amely a vulkán kitörésekor a kén-dioxid és oxigén keveredéséből keletkezik. 
Állítólag a felfedező, legendás polinéz navigátor, Hawai'iloa után kapta nevét. Hawaii Nagy Kamehameha, a szigeteket egyesítő király szülőföldje.

## Közigazgatás
A sziget egy megyét alkot Hawaii államban. A megye 9 körzetre oszlik:
| Hawaii körzetei | 1. North Kohala 2. South Kohala 3. Hamakua 4. North Hilo 5. North Kona 6. South Hilo 7. South Kona 8. Kau 9. Puna |

A legnagyobb város Hilo, lakossága 43 263 fő (2010).

## Látnivalók
- A Mauna Kea és a Mauna Loa. Előbbinek a tetején 1967-ben alapították meg a Mauna Kea Csillagászati Körzetet, melynek az 500 hektáros területén 13, a mélyűrt is vizsgálni képes obszervatóriumot állítottak fel.
- Hawaii Vulkánok Nemzeti Park - a 990 négyzetkilométer területű park a Föld születésének emlékhelye, mintegy 70 millió éves földtörténetet reprezentál. 1916-ban alapították. Itt található a Kilauea (Öklendező) és a Mauna Loa vulkán, a Csendes-óceán vulkáni láncának legfiatalabb tagjai. A Parkban működik a Hawaii Vulkánok Obszervatórium, a Föld egyik legjelentősebb vulkanológiai obszervatóriuma.
- Pu'uhonua o Honaunau Nemzeti Történelmi Park - a kenuk kikötésére is alkalmas, védett Honaunau-öböl egykor az őslakosok vezéreinek a szálláshelye, rezidenciája volt. Ettől masszív, vulkáni kövekből épített fal választotta el a menedéknek számító helyet, ahová a törvényt sértő emberek menekülhettek a vezér haragja elől. Az 1550 körül emelt épületeket több századon keresztül használták, míg 1819-ben II. Kamehameha hawaii király betiltotta a hagyományos vallási szokásokat. Ezzel megpecsételte sorsát a területnek, amely elnéptelenedett, a templomokat és a többi épületet a tenger, a szél és a nap együttes munkája pusztította el.
- Punalu'u Beach - tengerpart, melynek fekete, vulkanikus eredetű homokja a tengeri teknősök kedvelt napozóhelye.
- Panaewa Esőerdő Állatkert - ahol megtekinthető néhány hawaii faj is, mint például a ritka i'iwi madár.
- Szivárvány-vízesés és a szomszédos Pe'epe'e-vízesés melyek 24 méteresek, a 145 méter magas Akaka-vízesés valamint a 33 méteres Kahuna-vízesés.
- Waipi'o-völgy - a völgyet méltán nevezik a Királyok Völgyének, habár hawaii neve is találó: Görbe víz. Meredek falai 600-700 méter magasra nyúlnak, oldalukon több száz vízeséssel, melyek közül a leghíresebb a Hi'ilawe. A Waipi'o folyó által mélyített völgy a Kohala-hegység hét völgyének legnagyobbika, a helyiek szemében szent hely, ahol egykor számos templom volt. Becslések szerint, James Cook érkezése előtt mintegy 5000-7000 ember lakta a völgyet, majd később a kínai bevándorlók költöztek ide. 1946-ban egy brutális cunami az egész völgyet letarolta, majd az elövetkező két évtizedben többször is elárasztotta a víz a területet. Emiatt mára csupán néhány lakója maradt Waipi'o-nak.
- Kaloko-Honokohau Nemzeti Történelmi Park - I. Kamehameha hawaii király székhelye, mely egyben az egyesített Hawaii Királyság kormányának otthonául is szolgált, egészen addig, amíg Mauira nem helyezte át székhelyét.
- Onizuka Űrközpont - a Challenger űrrepülőgép 1986-os tragédiájának egyik áldozata a szigeten született Ellison S. Onizuka volt. Neki állít emléket ez a múzeum.

## Képgaléria

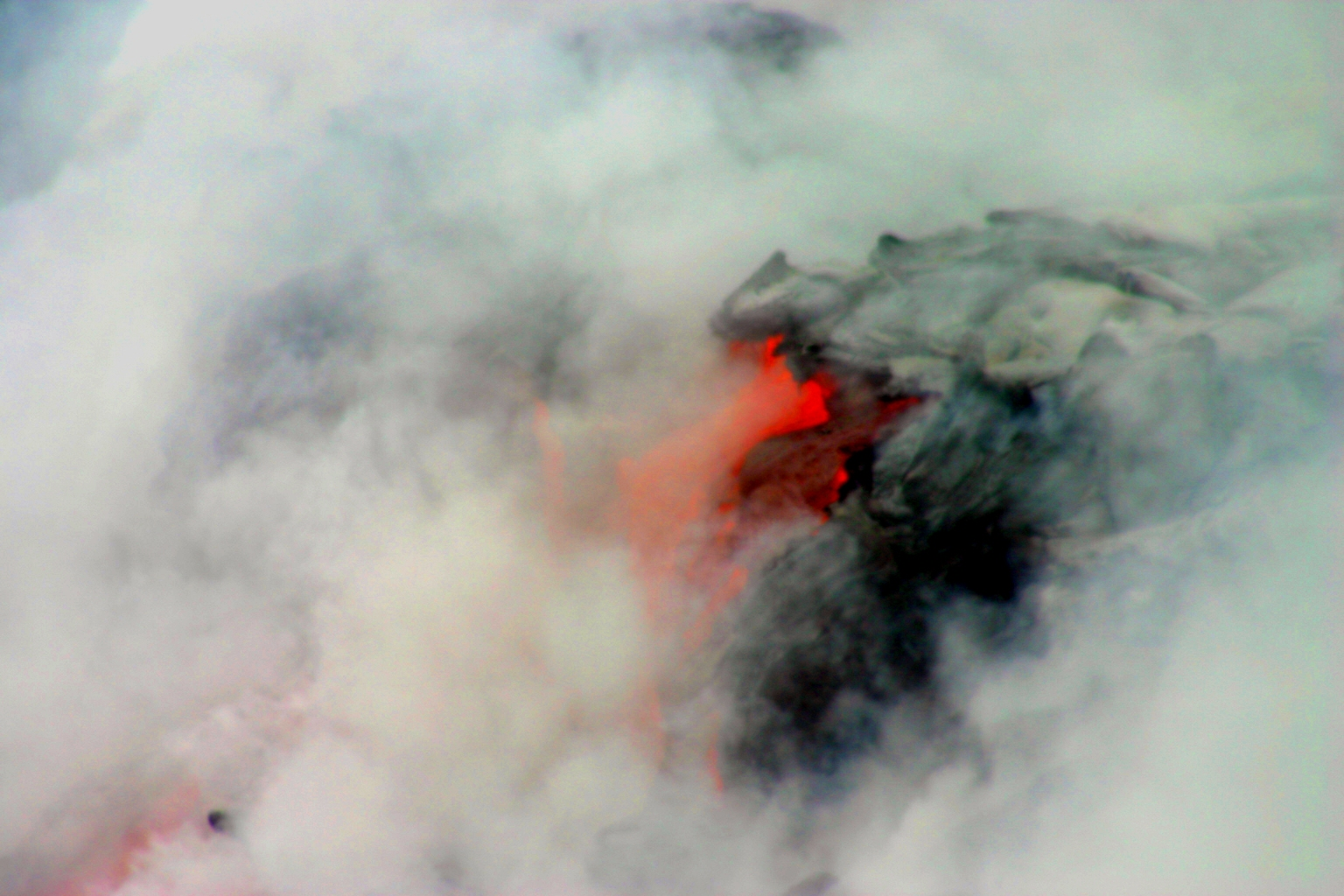
Láva gőzölög a Hawaii Vulkánok Nemzeti Parkban
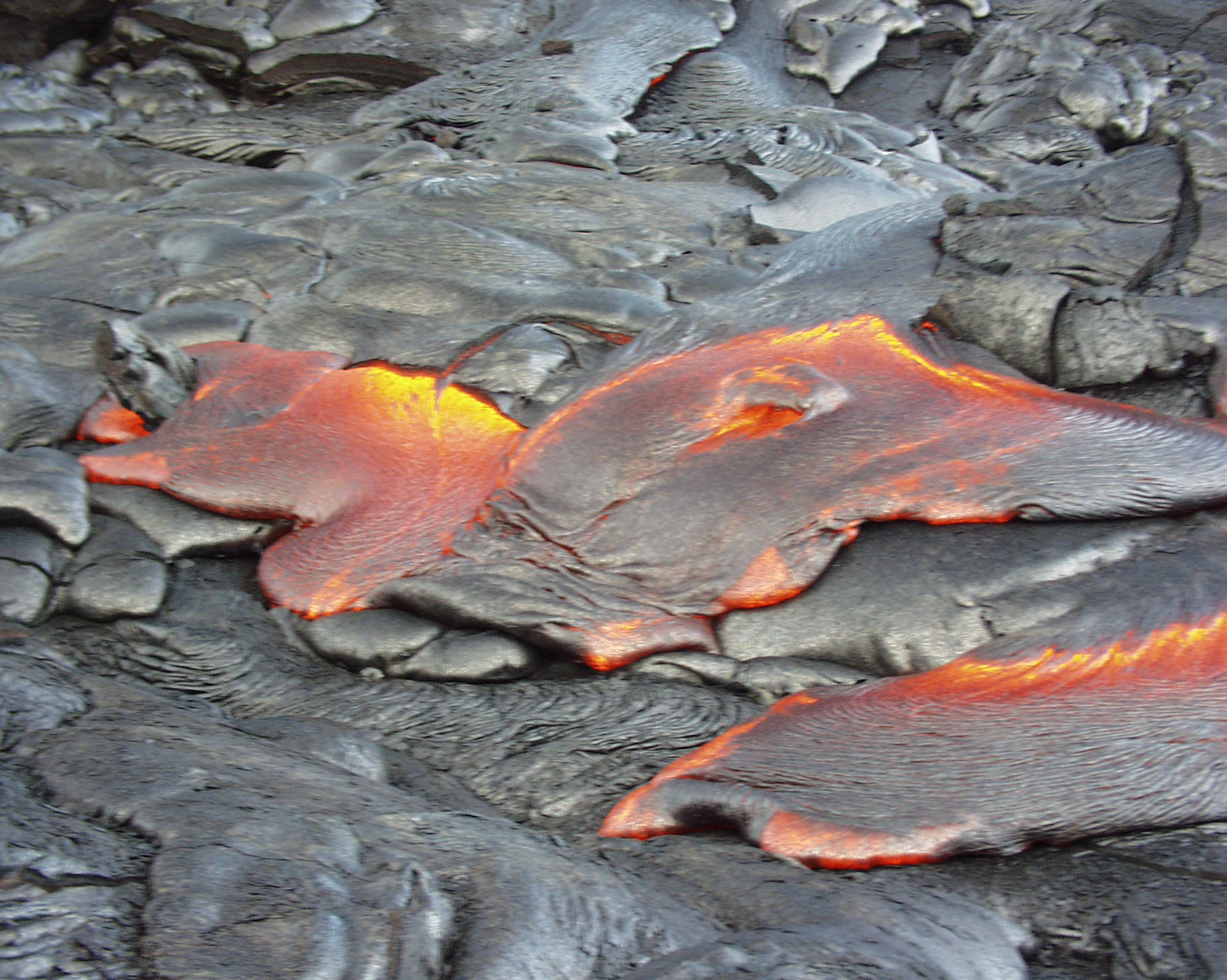
Vörös láva
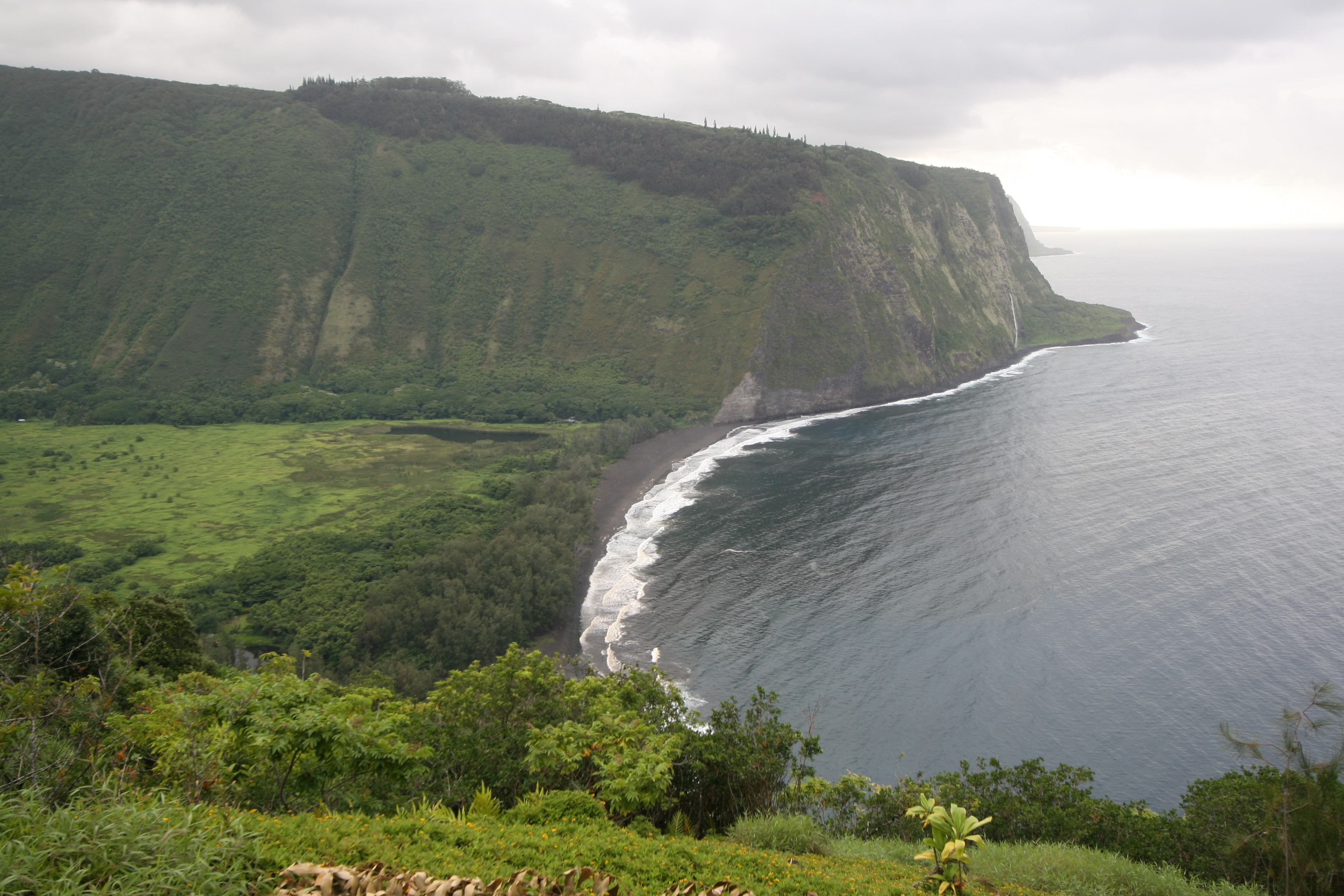
A Waipi'o-völgy
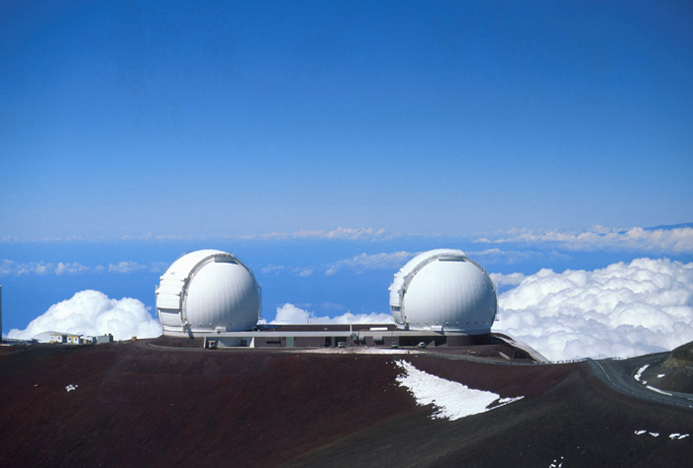
A Mauna Kea Csillagászati Körzet
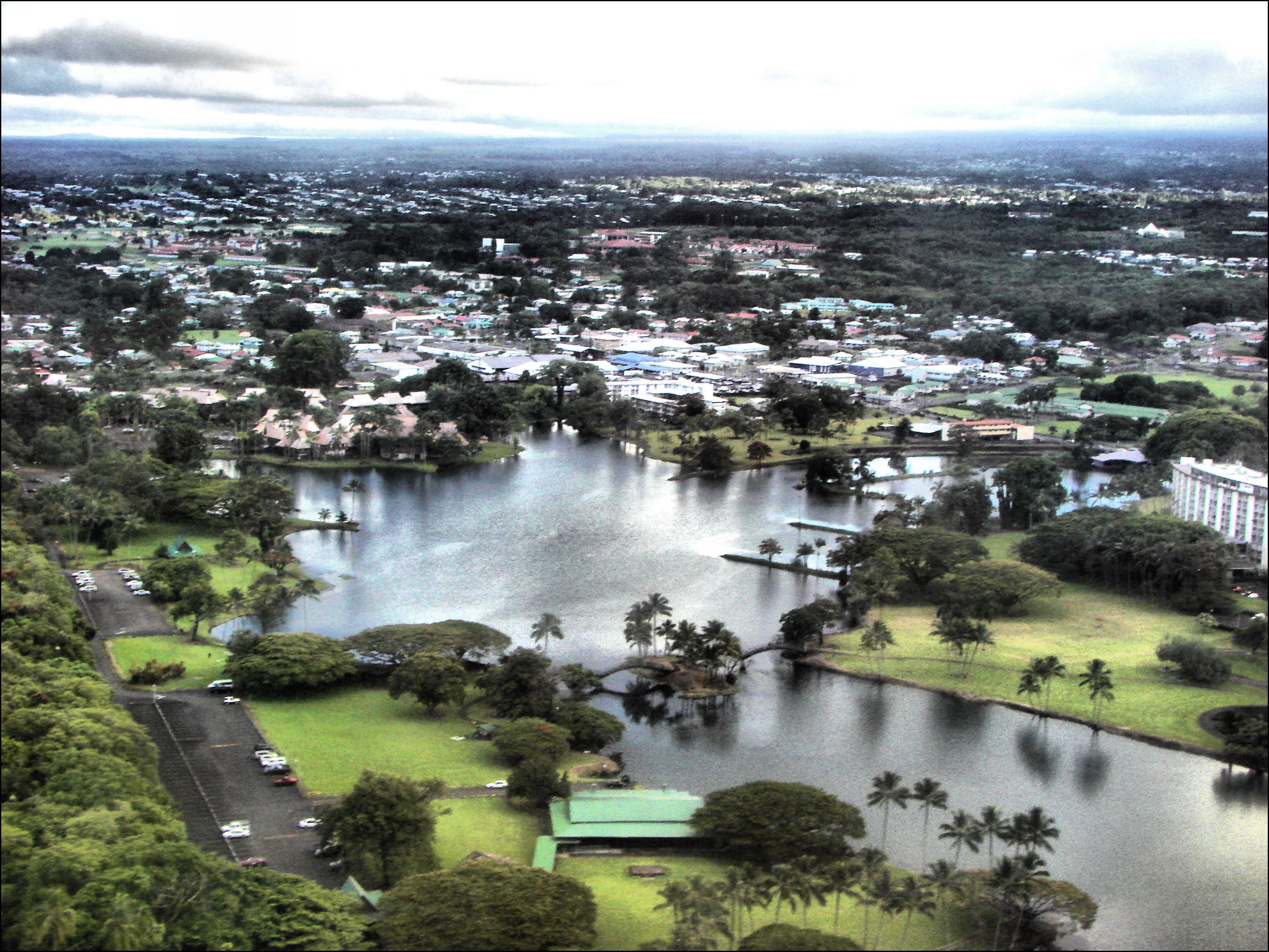
Hilo, a megye székhelye
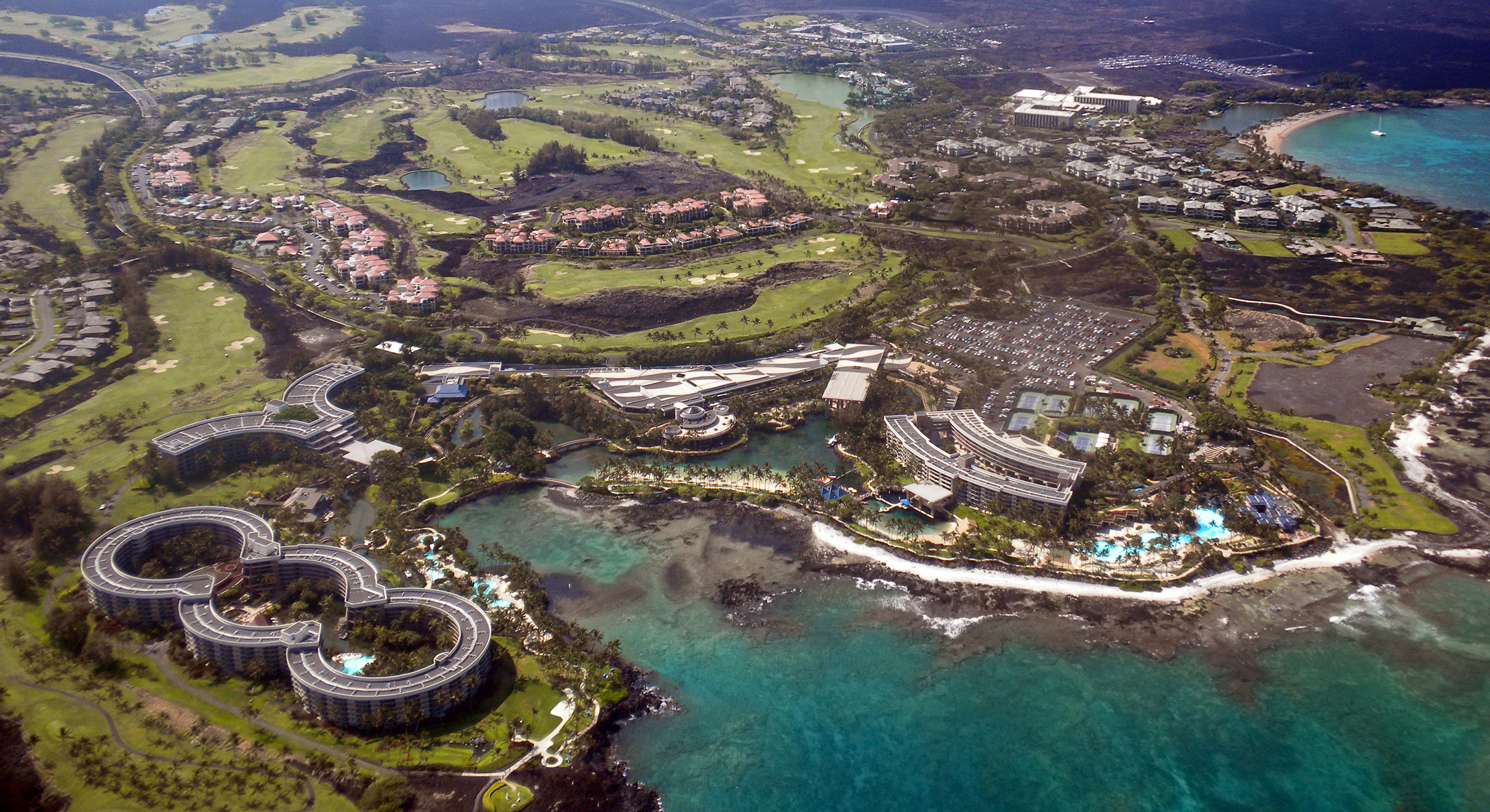
Kohala
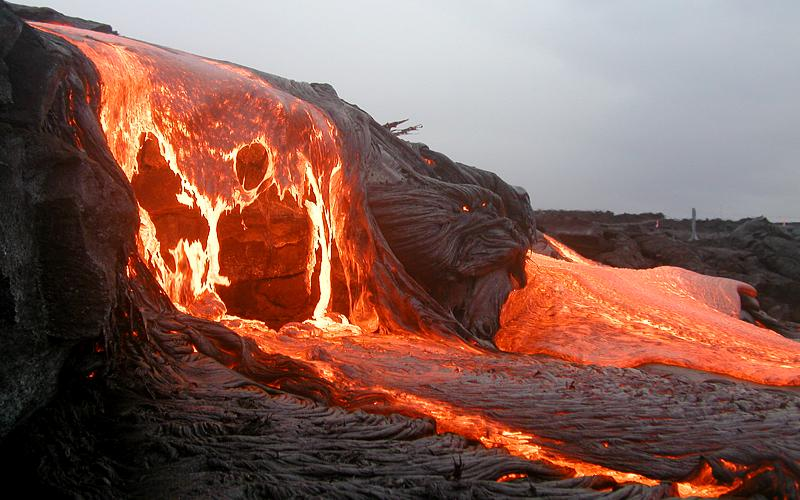
A hígan elterülő láva az enyhe lejtőkön klasztogenetikus lávafolyásokat hoz létre Hawaii szigetén